# Prins Gustaf
Pour plus de détails, voir Fiche technique et Distribution.
Prins Gustaf est un film suédois réalisé par Schamyl Bauman, sorti en 1944.

## Synopsis
Le prince Gustave, vice-roi de Norvège est le fils du roi Oscar Ier de Suède ainsi que d'une actrice suédoise nommée Anna Maria Wastenius. Celle-ci va se présenter sur scène à Oslo.

## Fiche technique
- Titre : Prins Gustaf
- Réalisation : Schamyl Bauman
- Scénario : Thorsten Eklann et Marita Lindgren-Fridell
- Photographie : Göran Strindberg
- Montage : Lennart Wallén
- Musique : Gunnar Johansson
- Pays d'origine : Suède
- Format : Noir et blanc - 1,37:1 - Mono
- Genre : Biopic et drame
- Durée : 110 minutes
- Date de sortie : 1944

## Distribution
- Alf Kjellin : Gustave de Suède
- Mai Zetterling : Anna Maria Wastenius
- Lennart Bernadotte : Charles XV
- Erik Berglund (en) : Liljegren
- Hilda Borgström : Matilda
- Ragnar Arvedson (en) : Henning Hamilton
- Carl-Axel Hallgren : le Professeur
- Folke Rydberg : Glunten
- Gunnar Sjöberg : Carl Nyraeus
- Kolbjörn Knudsen (en) : Oscar Ier
- Britta Vieweg : Joséphine de Leuchtenberg
- Anne-Marie Eek : Eugénie de Suède
- Ruth Kasdan : Ida
- Gull Natorp (en) : Malla Silverstolpe
- Carl Barcklind : Vicar Wastenius
- Hugo Björne : Professeur Alm
- Per Oscarsson : Prince August